# Cine Venecia
El Cine Venecia (1968-1987) va ser una sala de cinema ubicada en els números 18-24 del Carrer Dante Alhigieri de Barcelona. Donava servei als barris d'Horta i el Carmel. Va ser inaugurat el dia 17 de febrer de 1968 i disposava de 1.500 localitats, repartides entre platea (1.000 butaques) i l'amfiteatre (463 butaques). Hi havia dues entrades a la sala, pel Carrer Dante Alhigieri i pel Carrer Tajo.
Una de les primeres pel·lícules que s'hi van projectar va ser Els corromputs, d'origen italo-franco-alemanya, interpretada per Robert Stack i Elke Sommer. També María y la otra, una coproducció hispano-argentina protagonitzada per Concha Velasco i Vicente Parra i amb Fernando Ayala com a director.
A partir dels anys 1970 el Cinema Venecia fou també escenari per a concerts i actuacions musicals, entre les que destacà un Gran Festival de Música Flamenca Espanyola que es va dur a terme el 26 de febrer de 1978 i que va comptar amb la presència de Manolo Escobar com a cap de cartell.
El cinema va tancar l'1 de febrer de 1987. L'edifici on estava ubicat va ser venut als Testimonis de Jehovà, passant a l'any 2012 a mans d'una altra congregació religiosa: L'Església de Crist.
El Cine Venecia fou una de les sales de cinema més importants del barri d'Horta. Els veïns del barri lamenten el seu tancament ja no sols com a sala de projecció sinó com un gran espai per a poder reunir-se.